# Lonchura nevermanni
Lonchura nevermanni là một loài chim trong họ Estrildidae.